# Аурелія Анужите
Аурелія Анужите (у шлюбі Анужите-Лауціня латис. Aurēlija Anužīte-Lauciņa; нар. 10 серпня 1972, Паневежис) — латвійська акторка.

## Біографія
Народилася 10 серпня 1972 року в литовському місті Паневежис в родині інженера.
Закінчила Паневезького 1-ю вечірню середню школу (1990). Навчалася на театральному факультеті Литовської консерваторії (1990—1991), на відділенні театрального і кіномистецтва Латвійської академії культури (1993—1997).
Була акторкою Нового Ризького театру. Знімалася в кіно, дебютувала в 1992 році в головній ролі в гостросюжетній стрічці режисера Василя Маса «Павук».
Була одружена з актором Іваром Калниньшем. У другому шлюбі з Андрісом Лауціньшем, головою правління Ради іноземних інвесторів в Латвії (FICIL). Народила шістьох дітей.